# 7 de fevereiro
7 de fevereiro é o 38.º dia do ano no calendário gregoriano. Faltam 327 dias para acabar o ano (328 em anos bissextos).

## Eventos históricos

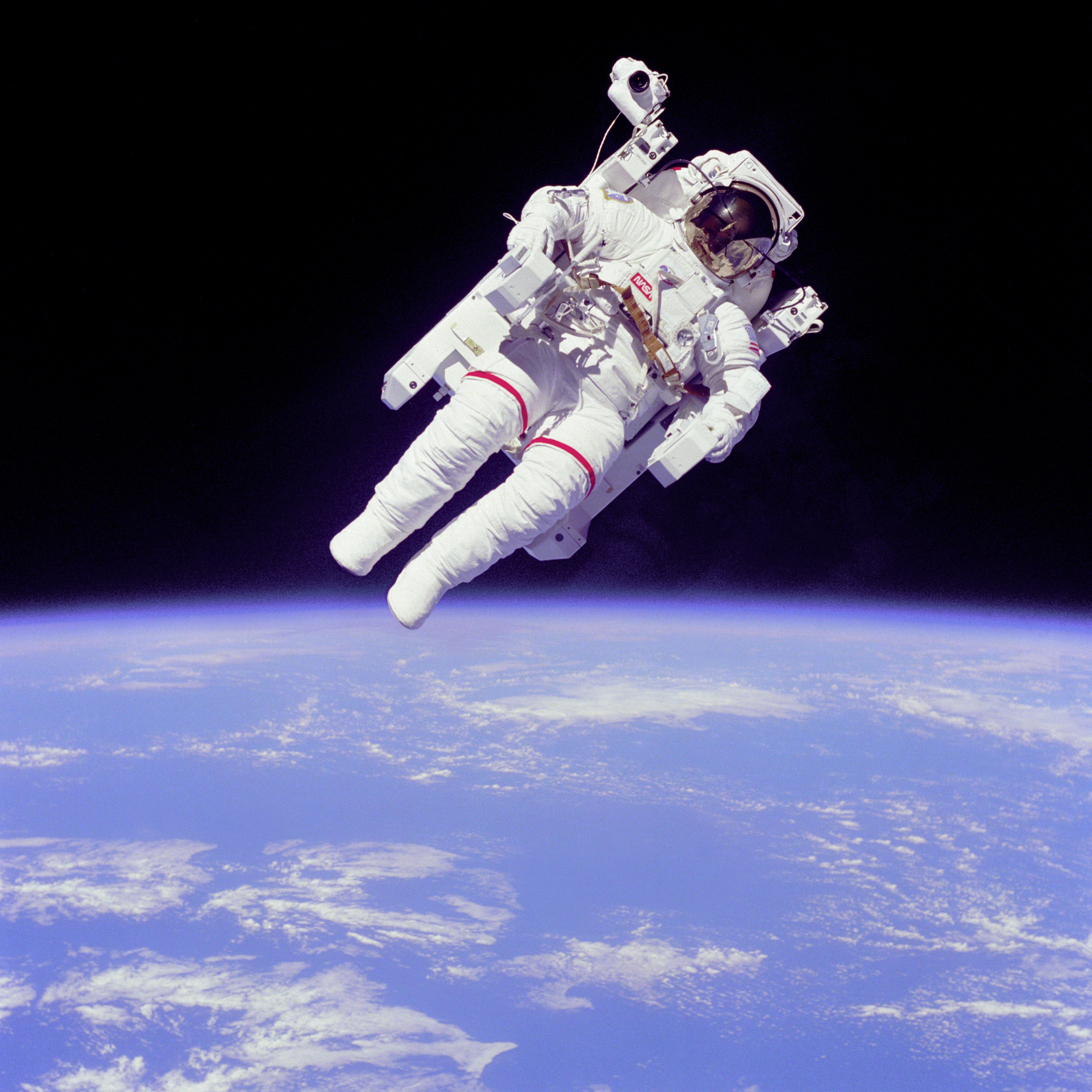
1984: Bruce McCandless solto no espaço

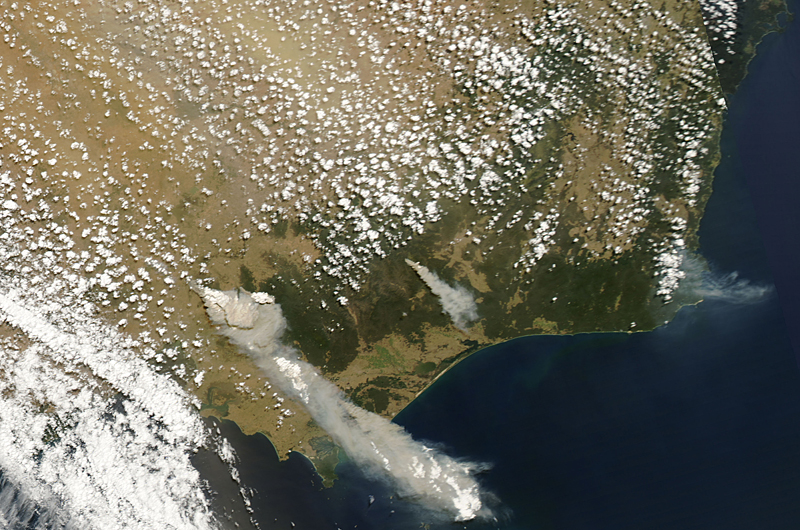
2009: Queimadas em Victoria, Austrália

- 0457 — Leão I, o Trácio se torna imperador romano oriental (bizantino).
- 1301 — Eduardo de Caernarvon (mais tarde rei Eduardo II da Inglaterra) torna-se o primeiro Príncipe de Gales inglês.[1]
- 1497 — Ocorre a Fogueira das vaidades durante a qual os adeptos de Girolamo Savonarola queimam cosméticos, obras de arte e livros em Florença, capital da República Florentina (localizada na atual Itália).
- 1694 — O aldeamento principal do Quilombo dos Palmares é destruído pelas tropas do bandeirante e mestre-de-campo do Exército Português Domingos Jorge Velho.
- 1756 — Guerra Guaranítica: o líder dos rebeldes guaranis, Sepé Tiaraju, é morto em uma escaramuça com as tropas espanholas e portuguesas.
- 1783 — Guerra de Independência dos Estados Unidos: as forças francesas e espanholas levantam o Grande Cerco de Gibraltar.
- 1785 — Descoberta da galáxia NGC 4038 por William Herschel.
- 1898 — Caso Dreyfus: Émile Zola é levado a julgamento por difamação por publicar J'accuse.
- 1900 — Segunda Guerra dos Bôeres: as tropas britânicas falham em sua terceira tentativa de levantar o Cerco de Ladysmith.
- 1900 — Um imigrante chinês em San Francisco adoece de peste bubônica na primeira epidemia de peste nos Estados Unidos continentais, foram identificados 121 casos, resultando em 119 mortes, epidemia foi interrompida em 1904.[2]
- 1940 — Estreia o segundo longa-metragem animado de Walt Disney, Pinóquio.[3]
- 1943 — Segunda Guerra Mundial: a Marinha Imperial Japonesa completa a evacuação das tropas do Exército imperial japonês de Guadalcanal durante a Operação Ke, encerrando com as tentativas japonesas de retomar a ilha das forças aliadas na Campanha de Guadalcanal.
- 1944 — Segunda Guerra Mundial: em Anzio, Itália, as forças alemãs lançam uma contraofensiva durante a Operação Shingle conduzida pelos aliados.
- 1962 — Estados Unidos proíbem todas as importações e exportações cubanas.
- 1964 — Os Beatles pousam nos Estados Unidos pela primeira vez, no recém-renomeado Aeroporto Internacional John F. Kennedy.[4]
- 1974 — Granada ganha independência do Reino Unido.
- 1979 — Plutão se move dentro da órbita de Netuno pela primeira vez desde que ambos foram descobertos.
- 1984 — Missão espacial STS-41-B: os astronautas Bruce McCandless II e Robert L. Stewart fazem a primeira caminhada espacial sem estar ligado à nave-mãe, usando a Unidade de Manobra Tripulada (MMU).
- 1988 — O Sport se consagra campeão brasileiro de 1987[5]
- 1990 — Dissolução da União Soviética: o Comitê central do Partido Comunista da União Soviética concorda em desistir de seu monopólio no poder.
- 1991 — O primeiro presidente democraticamente eleito do Haiti, Jean-Bertrand Aristide, toma posse.
- 1992 — Assinado o Tratado de Maastricht levando à criação da União Europeia.
- 1995 — Ramzi Yousef, mentor do Atentado de 1993 ao World Trade Center, é preso em Islamabad, no Paquistão.
- 1997 — NeXT se funde com a Apple Computer, dando início ao desenvolvimento do macOS.
- 1999 — Exploração espacial: lançamento da sonda espacial Stardust.
- 1999 — O príncipe herdeiro Abdullah torna-se rei da Jordânia com a morte de seu pai, o rei Hussein.
- 2001 — Programa do ônibus espacial: o ônibus espacial Atlantis é lançado na missão STS-98, transportando o módulo de laboratório Destiny para a Estação Espacial Internacional.
- 2008 — Lançada a missão espacial STS-122 com o objetivo de acoplar o módulo Columbus à Estação Espacial Internacional.
- 2009 — Queimadas em Victoria deixa 173 mortos no pior desastre natural da história da Austrália.
- 2012 — O presidente Mohamed Nasheed, da República das Maldivas, renuncia, após 23 dias de protestos antigovernamentais pedindo a libertação do juiz supremo preso ilegalmente pelos militares.
- 2014 — Cientistas anunciam que as pegadas de Happisburgh em Norfolk, Inglaterra, datam de mais de 800 000 anos atrás, tornando-as as mais antigas pegadas de hominídeos fora da África.
- 2016 — A Coreia do Norte lança Kwangmyŏngsŏng-4 - um satélite de reconhecimento - no espaço sideral, violando vários tratados da ONU e provocando condenação de todo o mundo.[6]
- 2025 — Avião King Air F90 cai em avenida de São Paulo, Brasil, matando duas pessoas e ferindo outras duas.

## Nascimentos

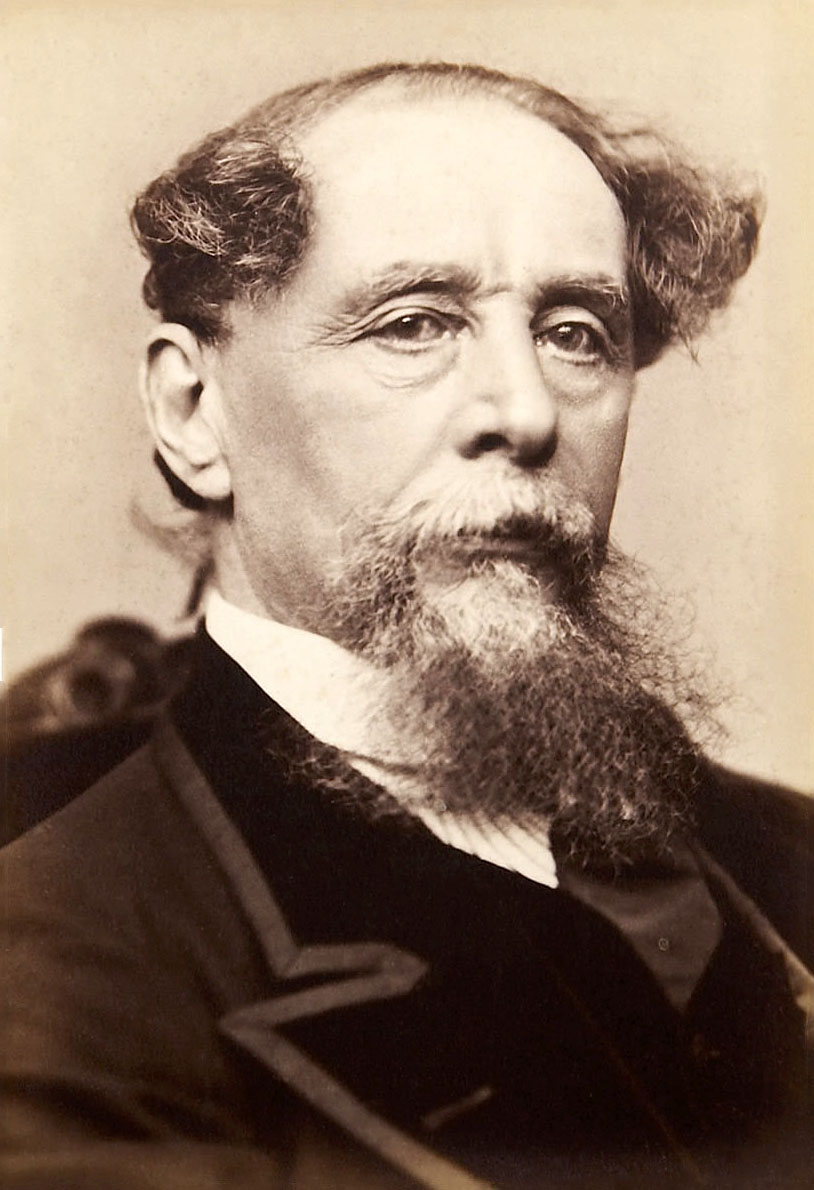
Charles Dickens

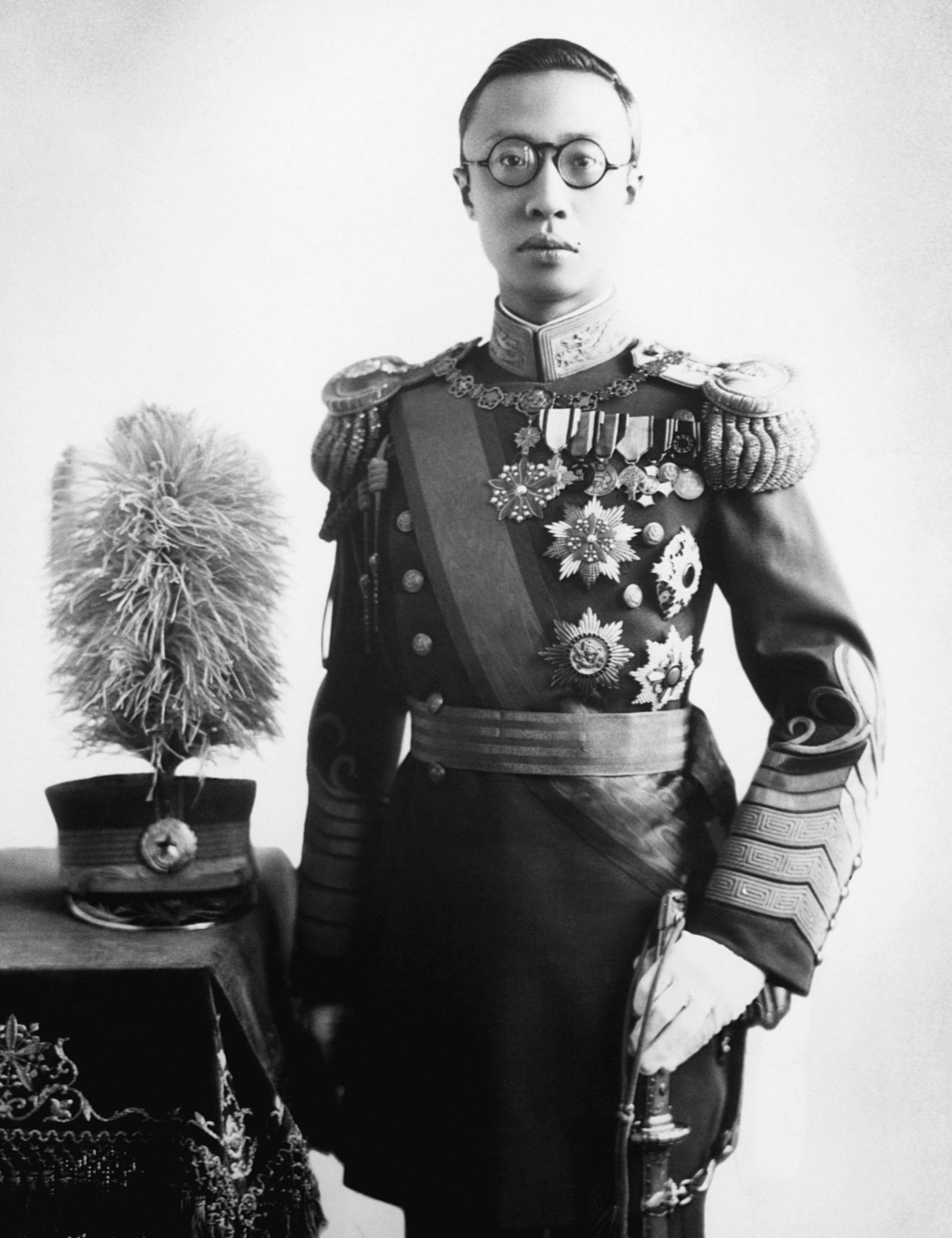
Puyi

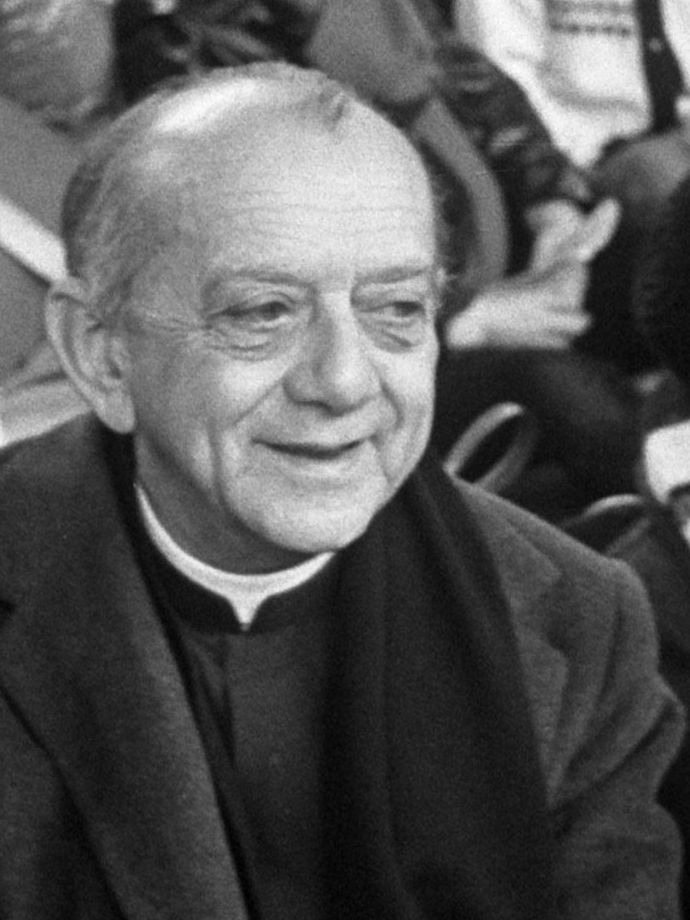
Hélder Câmara

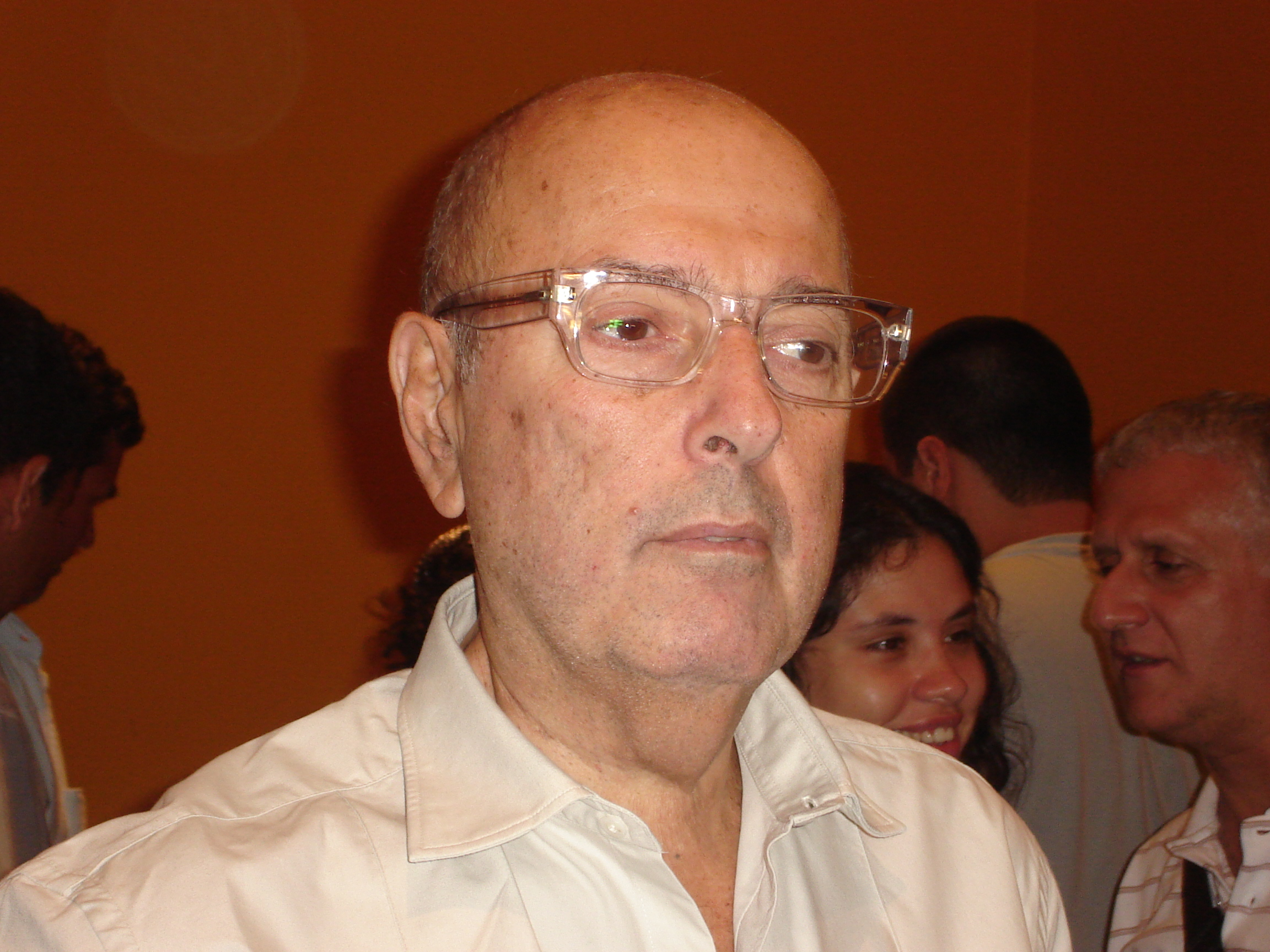
Héctor Babenco

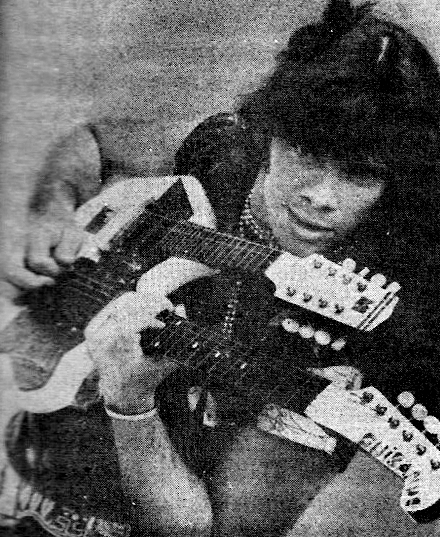
Pepeu Gomes

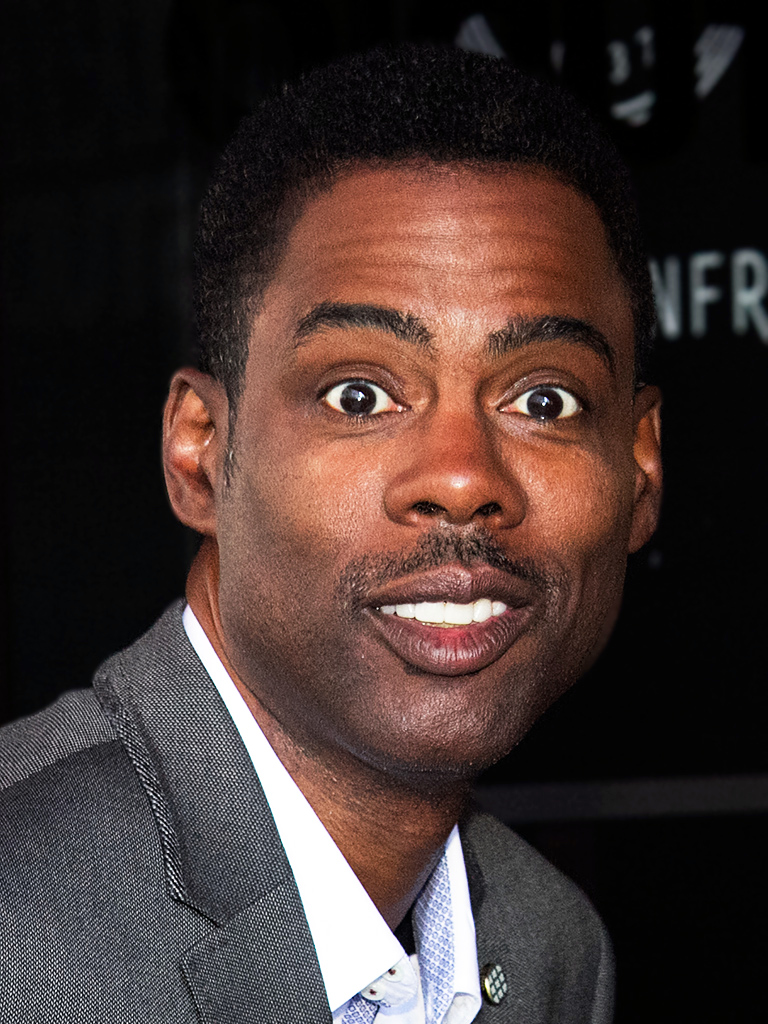
Chris Rock

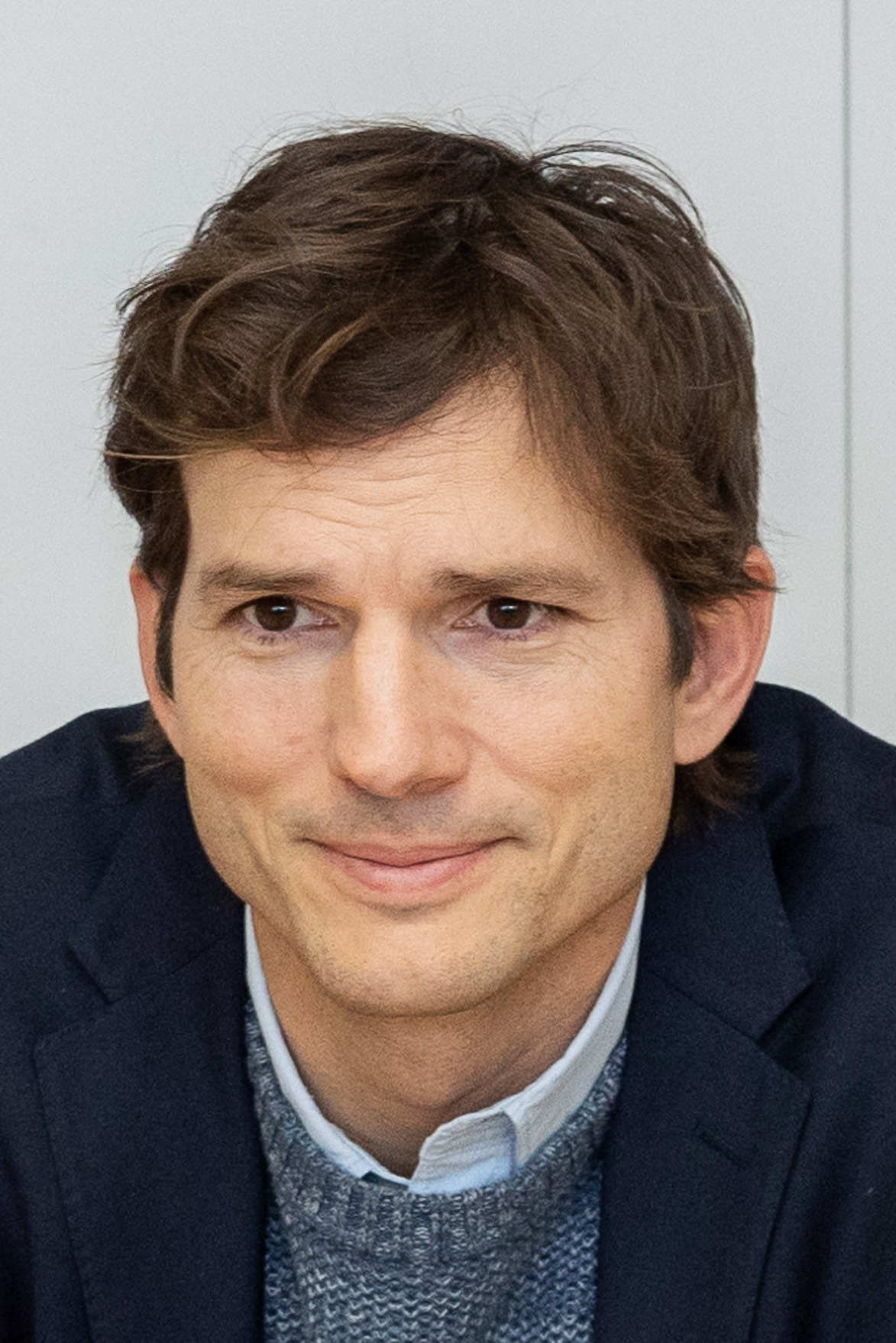
Ashton Kutcher

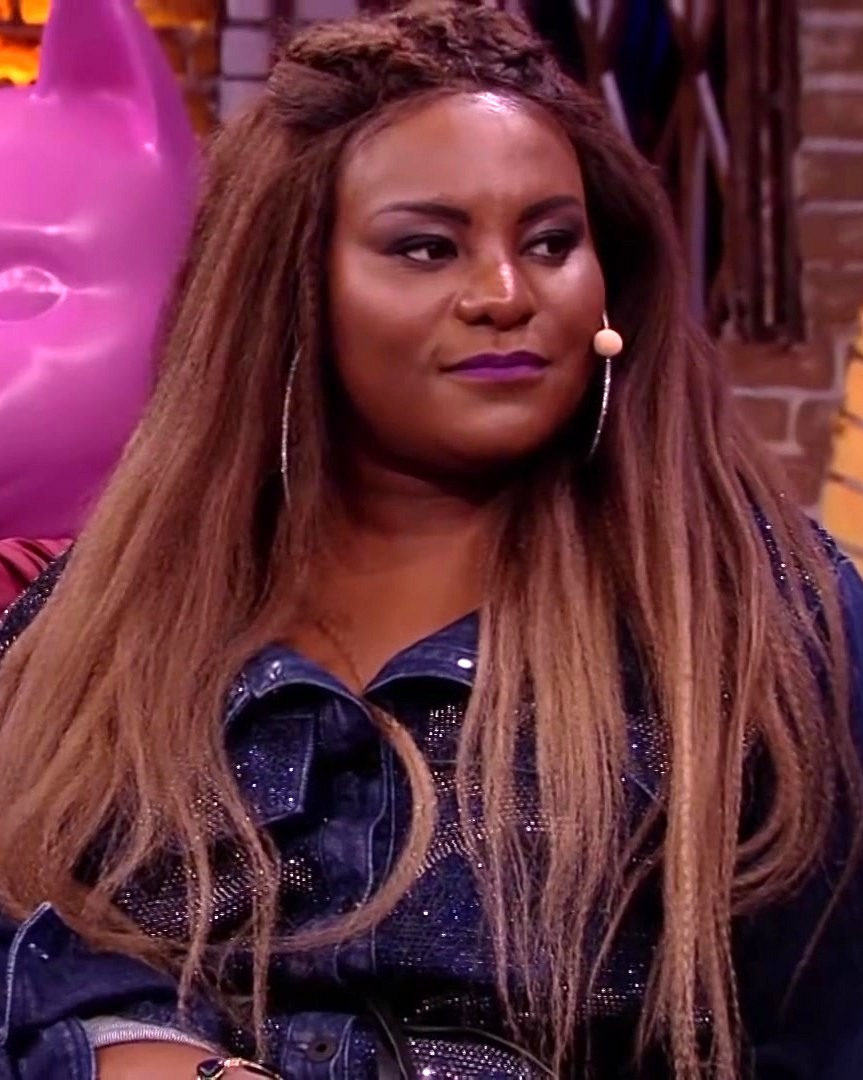
Karin Hils

### Anteriores ao século XIX
- 0574 — Shōtoku Taishi, regente do Japão (m. 622).
- 1102 — Matilde de Inglaterra, imperatriz consorte do Sacro Império Romano-Germânico (m. 1167).
- 1478 — Thomas More, político e santo católico (m. 1535).
- 1622 — Vitória Della Rovere, nobre italiana (m. 1694).
- 1693 — Ana da Rússia, imperatriz da Rússia (m. 1740).
- 1741 — Johann Heinrich Füssli, pintor e acadêmico suíço-britânico (m. 1825).
- 1762 — Romualdo de Sousa Coelho, bispo católico brasileiro (m. 1841).

### Século XIX
- 1804 — John Deere, ferreiro e empresário americano (m. 1886).
- 1805 — Louis Auguste Blanqui, revolucionário socialista francês (m. 1881).
- 1812 — Charles Dickens, romancista e crítico britânico (m. 1870).
- 1824 — William Huggins, astrônomo britânico (m. 1910).
- 1825 — Karl August Möbius, zoólogo e ecologista alemão (m. 1908).
- 1864 — Arthur Collins, cantor barítono americano (m. 1933).
- 1867 — Laura Ingalls Wilder, escritora americana (m. 1957).
- 1870 — Alfred Adler, psicólogo e terapeuta austro-britânico (m. 1937).
- 1873 — Thomas Andrews, construtor naval e empresário irlandês (m. 1912).
- 1877 — Godfrey Harold Hardy, matemático e geneticista britânico (m. 1947).
- 1885
  - Sinclair Lewis, romancista, contista e dramaturgo estadunidense (m. 1951).
  - Hugo Sperrle, marechal-de-campo alemão (m. 1953).
- 1889 — Harry Nyquist, engenheiro e teórico sueco-americano (m. 1976).
- 1895 — Anita Stewart, atriz americana (m. 1961).

### Século XX

#### 1901–1950
- 1901 — Clementina de Jesus, cantora brasileira (m. 1987).
- 1905
  - Paul Nizan, filósofo e escritor francês (m. 1940).
  - Ulf Svante von Euler, fisiologista e acadêmico sueco (m. 1983).
- 1906
  - Puyi, imperador da China (m. 1967).
  - Oleg Antonov, engenheiro aeronáutico russo (m. 1984).
- 1908 — Buster Crabbe, nadador e ator americano (m. 1983).
- 1909
  - Hélder Câmara, arcebispo e escritor brasileiro (m. 1999).
  - Amedeo Guillet, militar italiano (m. 2010).
- 1910
  - José Bezerra Coutinho, bispo católico brasileiro (m. 2008).
  - Max Bense, filósofo, escritor e ensaísta alemão (m. 1990).
- 1911 — Carybé, pintor, escultor e historiador brasileiro (m. 1997).
- 1912 — Roberta McCain, socialite e herdeira do petróleo americana (m. 2020).
- 1913 — Ramón Mercader, agente soviético (m. 1978).
- 1919
  - Jock Mahoney, ator e dublê americano (m. 1989).
  - Desmond Doss, militar e médico de combate americano (m. 2006).
  - Ilse Pausin, patinadora artística austríaca (m. 1999).
- 1920 — An Wang, engenheiro e empresário sino-americano (m. 1990).
- 1923 — Dora Bryan, atriz britânica (m. 2014).
- 1926 — Konstantin Feoktistov, engenheiro e astronauta russo (m. 2009).
- 1927
  - Vladimir Kuts, corredor e treinador ucraniano-russo (m. 1975).
  - Dušan Vukotić, cineasta bósnio (m. 1998).
  - Juliette Gréco, cantora e atriz francesa (m. 2020).
- 1932
  - Gay Talese, jornalista e memorialista norte-americano.
  - Alfred Worden, coronel, aviador e astronauta americano (m. 2020).
  - Rogério Duprat, maestro brasileiro (m. 2006).
- 1933 — Orlando Fedeli, historiador brasileiro (m. 2010).
- 1934
  - Edward Fenech Adami, advogado e político maltês.
  - King Curtis, saxofonista e produtor americano (m. 1971).
  - Earl King, cantor, compositor, guitarrista e produtor norte-americano (m. 2003).
- 1935
  - Cliff Jones, futebolista britânico.
  - Herb Kohl, empresário e político americano (m. 2023).
- 1936 — Marino Klinger, futebolista colombiano (m. 1975).
- 1938 — Cayetano Ré, futebolista paraguaio (m. 2013).
- 1940
  - Tony Tan, acadêmico e político singapurense.
  - Dubravka Tomšič Srebotnjak, pianista eslovena.
- 1942 — Gareth Hunt, ator britânico (m. 2007).
- 1943 — Gerd Wenzel, blogueiro, comentarista esportivo e ex-pastor teuto-brasileiro
- 1946
  - Héctor Babenco, diretor, produtor e roteirista argentino-brasileiro (m. 2016).
  - Pete Postlethwaite, ator britânico (m. 2011).
- 1949
  - Bert Sommer, cantor e guitarrista estadunidense (m. 1990).
  - Paulo César Carpegiani, treinador brasileiro de futebol.

#### 1951–2000
- 1952
  - Vasco Rossi, cantor e compositor italiano.
  - Pepeu Gomes, cantor e músico brasileiro.
- 1954 — Dieter Bohlen, cantor, compositor e produtor alemão.
- 1955 — Miguel Ferrer, ator e diretor americano (m. 2017).
- 1956
  - Emo Philips, ator, produtor e artista estadunidense.
  - Mark St. John, guitarrista norte-americano (m. 2007).
- 1958
  - Giuseppe Baresi, futebolista e treinador italiano.
  - Matt Ridley, jornalista, escritor e político britânico.
- 1959 — Mick McCarthy, futebolista, treinador e locutor esportivo britânico.
- 1960 — James Spader, ator e produtor norte-americano.
- 1962
  - Garth Brooks, cantor, compositor e guitarrista americano.
  - David Bryan, tecladista e compositor estadunidense.
  - Eddie Izzard, comediante, atriz e produtora britânica.
- 1963 — Heidemarie Stefanyshyn-Piper, oficial da Marinha e astronauta americana.
- 1965 — Chris Rock, ator, diretor, produtor e roteirista estadunidense.
- 1966 — Kristin Otto, nadadora alemã.
- 1967 — Shinichi Osawa, músico e DJ japonês.
- 1968
  - Peter Bondra, jogador e treinador de hóquei no gelo ucraniano-eslovaco.
  - Mark Tewksbury, nadador e locutor esportivo canadense.
  - Sully Erna, vocalista e compositor estadunidense.
- 1972 — Amon Tobin, DJ e produtor musical brasileiro.
- 1973 — Juwan Howard, jogador e treinador de basquete americano.
- 1974
  - J Dilla, rapper, DJ e produtor musical estadunidense (m. 2006).
  - Nujabes, produtor musical, DJ, compositor e arranjador japonês (m. 2010).
  - Steve Nash, jogador de basquete sul-africano-canadense.
- 1975
  - Wes Borland, cantor, compositor e guitarrista americano.
  - Rémi Gaillard, comediante e ator francês.
- 1976 — Siwan Morris, atriz e cantora galesa.
- 1977 — Tsuneyasu Miyamoto, futebolista japonês.
- 1978
  - Ashton Kutcher, modelo, ator, produtor e empresário estadunidense.
  - Daniel Van Buyten, futebolista belga.
- 1979
  - Daniel Bierofka, futebolista e treinador alemão.
  - Tawakel Karman, jornalista e ativista iemenita.
  - Karin Hils, cantora e atriz brasileira.
- 1980
  - Dalibor Bagarić, ex-jogador de basquete croata.
  - Iván Velasco, ciclista espanhol.
- 1982 — Mickaël Piétrus, jogador de basquete francês.
- 1983
  - Federico Marchetti, futebolista italiano.
  - Alexander Dreymon, ator alemão.
- 1984 — Trey Hardee, decatleta americano.
- 1985
  - Tina Majorino, atriz americana.
  - Deborah Ann Woll, atriz estadunidense.
- 1986 — Jonas Sulzbach, modelo brasileiro.
- 1987 — Kerli, cantora estoniana.
- 1988 — Ai Kago, cantora e atriz japonesa.
- 1989
  - Nick Calathes, jogador de basquete grego.
  - Elia Viviani, ciclista italiano.
- 1990 — Dalilah Muhammad, saltadora com obstáculos americana.
- 1991 — Rachel Sibner, atriz estadunidense.
- 1992
  - Sergi Roberto, futebolista espanhol.
  - Ksenia Stolbova, patinadora artística russa.
  - Maimi Yajima, cantora e atriz japonesa.
- 1993
  - Chris Mears, saltador ornamental britânico.
  - Tarso Brant, modelo e influenciador digital brasileiro.
- 1994
  - Xenia Goodwin, atriz australiana.
  - Alessandro Schöpf, futebolista austríaco.
- 1995
  - Tom Glynn-Carney, ator inglês.
  - Camila Loures, influenciadora digital brasileira.
  - Shani Tarashaj, futebolista suíço.
  - Paul Drux, handebolista alemão.
- 1996 — Pierre Gasly, automobilista francês.
- 1997 — Nicolò Barella, futebolista italiano.
- 1998 — Igor Julio, futebolista brasileiro.
- 1999
  - Bea Miller, cantora e atriz norte-americana.
  - Omar Marmoush, futebolista egípcio.

### Século XXI
- 2001 — Jairo Quinteros, futebolista boliviano.
- 2003
  - Alice D'Amato, ginasta italiana.
  - Obed Nkambadio, futebolista francês.
- 2004 — Beril Böcekler, nadadora turca.

## Mortes

### Anteriores ao século XIX
- 0199 — Lü Bu, senhor da guerra chinês (n. ?).
- 0318 — Mindi, imperador da China (n. 300).
- 0999 — Boleslau II da Boêmia (n. 932).
- 1003 — Rosália de Ivrea, rainha consorte de França (n. 937).
- 1045 — Go-Suzaku, imperador do Japão (n. 1009).
- 1072 — Diarmait mac Maíl na mBó, rei irlandês (n. ?).
- 1165 — Estêvão da Armênia, marechal (n. 1110).
- 1259 — Tomás II de Saboia (n. 1199).
- 1317 — Roberto de França, conde de Clermont (n. 1256).
- 1333 — Nikko Shonin, sacerdote japonês (n. 1246).
- 1391 — Inês Visconti, senhora de Mântua (n. 1362).
- 1560 — Baccio Bandinelli, escultor florentino (n. 1493).
- 1626 — Guilherme V da Baviera (n. 1548).
- 1693 — Paul Pellisson, advogado e escritor francês (n. 1624).
- 1723 — Isabella FitzRoy, Duquesa de Grafton (n. c. 1668).
- 1736 — Stephen Gray, astrônomo e físico britânico (n. 1666).
- 1756 — Sepé Tiaraju, guerreiro indígena brasileiro (n. 1723).
- 1779 — William Boyce, organista e compositor britânico (n. 1711).
- 1799 — Qianlong, imperador da China (n. 1711).

### Século XIX
- 1816 — João de Triora, presbítero católico italiano e mártir na China (n. 1760).
- 1823 — Ann Radcliffe, escritora britânica (n. 1764).
- 1837 — Gustavo IV Adolfo da Suécia (n. 1778).
- 1862 — Francisco Martínez de la Rosa, dramaturgo e político espanhol (n. 1787).
- 1864 — Vuk Stefanović Karadžić, filólogo e linguista sérvio (n. 1787).
- 1871 — Heinrich Steinweg, empresário teuto-americano (n. 1797).
- 1873 — Sheridan Le Fanu, escritor irlandês (n. 1814).
- 1878 — Papa Pio IX (n. 1792).
- 1894 — Adolphe Sax, construtor de instrumentos belga (n. 1814).
- 1897 — Galileo Ferraris, físico e engenheiro italiano (n. 1847).

### Século XX

#### 1901–1950
- 1920 — Aleksandr Kolchak, almirante e explorador russo (n. 1874).
- 1921 — John J. Gardner, político americano (n. 1845).
- 1933 — Albert Apponyi, aristocrata e político húngaro (n. 1846).
- 1937 — Elihu Root, advogado e político estadunidense (n. 1845).
- 1938 — Harvey Firestone, empresário americano (n. 1868).
- 1942 — Ivan Bilibin, ilustrador e cenógrafo russo (n. 1876).
- 1944 — Lina Cavalieri, cantora de ópera e atriz italiana (n. 1874).

#### 1951–2000
- 1952
  - Norman Douglas, escritor britânico (n. 1868).
  - Sebastião da Gama, poeta português (n. 1924).
- 1959
  - Nap Lajoie, jogador e empresário de beisebol americano (n. 1874).
  - Daniel François Malan, religioso e político sul-africano (n. 1874).
  - Guitar Slim, cantor e guitarrista americano (n. 1926).
- 1960 — Igor Kurchatov, físico e acadêmico russo (n. 1903).
- 1963 — Learco Guerra, ciclista e treinador italiano (n. 1902).
- 1964 — Sofoklís Venizélos, capitão e político grego (n. 1894).
- 1972 — Walter Lang, diretor e roteirista americano (n. 1896).
- 1979 — Josef Mengele, oficial, médico e criminosos de guerra alemão (n. 1911).
- 1981 — Hermann Esser, chefe de propaganda nazista alemão (n. 1900).
- 1986 — Cheikh Anta Diop, historiador, antropólogo e físico senegalês (n. 1923).
- 1990 — Alan Perlis, cientista da computação e acadêmico americano (n. 1922).
- 1994 — Witold Lutosławski, compositor e maestro polonês (n. 1913).
- 1999
  - Hussein da Jordânia (n. 1935).
  - Bobby Troup, ator, pianista e compositor americano (n. 1918).
- 2000
  - Doug Henning, mágico e político canadense (n. 1947).
  - Big Pun, rapper americano (n. 1971).

### Século XXI
- 2001 — Anne Morrow Lindbergh, escritora e aviadora estadunidense (n. 1906).
- 2002 — Jack Fairman, automobilista britânico (n. 1913).
- 2003 — Augusto Monterroso, escritor guatemalteco (n. 1921).
- 2007
  - Pedrinho Mattar, pianista brasileiro (n. 1936).
  - Alan MacDiarmid, químico estadunidense (n. 1927).
- 2009 — Mel Kaufman, jogador de futebol americano estadunidense (n. 1958).
- 2010
  - André Kolingba, político centro-africano (n. 1936).
  - Franco Ballerini, ciclista e treinador italiano (n. 1964).
- 2012 — Harry Keough, futebolista e treinador de futebol americano (n. 1927).
- 2014 — Nico Nicolaiewsky, músico, compositor e humorista brasileiro (n. 1957).
- 2015
  - Billy Casper, jogador de golfe e arquiteto americano (n. 1931).
  - Marshall Rosenberg, psicólogo e escritor americano (n. 1934).
- 2017
  - Richard Hatch, ator americano (n. 1945).
  - Hans Rosling, acadêmico sueco (n. 1948).
  - Tzvetan Todorov, filósofo búlgaro (n. 1939).
- 2019
  - John Dingell, político americano (n. 1926).
  - Albert Finney, ator britânico (n. 1936).
  - Frank Robinson, jogador e treinador de beisebol americano (n. 1935).
- 2022 — Fábio Zambiasi, futebolista brasileiro (n. 1966).

## Feriados e eventos cíclicos
- Início do mês Mulk ("Domínio") no Calendário bahá'í.

### Brasil
- Dia Nacional de Luta dos Povos Indígenas.
- Dia Nacional do Gráfico.

### Mitologia grega
- Dia de Selene, deusa da Lua e da magia.

### Cristianismo
- Chagas de Cristo
- Novos Mártires e Confessores da Igreja Russa
- Papa Pio IX
- Teodoro de Heracleia
- Tobias

## Outros calendários
- No calendário romano era o 7º dia (VII) antes dos idos de fevereiro.
- No calendário litúrgico tem a letra dominical C para o dia da semana.
- No calendário gregoriano a epacta do dia é xxii.